# Austrachelas
Austrachelas är ett släkte av spindlar.
Austrachelas ingår i familjen flinkspindlar.
Kladogram enligt Catalogue of Life:
| Austrachelas | \| \| Austrachelas incertus \| \| \| \| \| \| Austrachelas natalensis \| \| \| \| |
|              | \| \| Austrachelas incertus \| \| \| \| \| \| Austrachelas natalensis \| \| \| \| |
|              | Austrachelas incertus                                                             |
|              |                                                                                   |
|              | Austrachelas natalensis                                                           |
|              |                                                                                   |